# Новлу
Новлы (азерб. Novlu) — село в одноимённом административно-территориальном округе Губадлинского района Азербайджана.

## История
По данным «Свода статистических данных о населении Закавказского края, извлеченных из посемейных списков 1886 года», в селе Новлу-дара Али-кули-ушагинского сельского округа Зангезурского уезда Елизаветпольской губернии было 27 дымов и проживало 113 курда шиитского вероисповедания. Среди жителей села 9 человек являлись беками, а остальные 104 являлись владельческими крестьянами.
В ходе Первой карабахской войны, в 1993 году село было занято армянскими вооружёнными силами, и до 2020 года находилось под контролем непризнанной НКР. После вооружённого конфликта, произошедшего осенью 2020 года, небольшие участки в Губадлинском и Зангеланском районах оставались под контролем армянской стороны. По словам премьер-министра Армении Никола Пашиняна, 9 ноября, во время подписания заявления о прекращении огня, стороны достигли «устного взаимопонимания» о том, чтобы «провести уточнение пограничных точек» на этих участках. В итоге, в декабре армянские войска «отступили на границу Советской Армении», и территории Губадлинского и Зангеланского районов полностью вернулись под контроль Азербайджана.

## Топонимика
Прежнее название села — Новлу Дара. Село получило своё названия по названию впадины в которой оно расположено.